# دهستان پایوسی
دهستان پایوسی (به لاتین: Pajusi Parish) یک دهستان در استونی است که در شهرستان یوگوا واقع شده‌است.

## خصوصیات
دهستان پایوسی ۲۳۲٫۴ کیلومترمربع مساحت و ۱٬۶۲۳ نفر جمعیت دارد.